# Kompozicija C
Porodica Kompozicija C je familija srodnih plastičnih eksploziva koje su specificirali SAD, a koji se prvenstveno sastoje od RDX-a. Sve se može ručno oblikovati za upotrebu u rušenju i ručno upakovati u uređaje za punjenje. Varijante imaju različite proporcije i plastifikatore i uključuju kompoziciju C-2, kompoziciju C-3 i kompoziciju C-4. 
Kompozicija C je vrsta eksploziva koja se sastoji od dve glavne komponente: agensa za gorivo i oksidacionog sredstva. Ovaj tip eksploziva je veoma efikasan i često se koristi u vojnim, kao i industrijskim i u komercijalne svrhe. Kompozicija C je poznata po brzini detonacije i eksplozivnoj snazi. Detonaciju pokreće inicijator ili detonator koji pokreće lančanu reakciju u kojoj se brzo oslobađa velika količina energije. Ova energija se širi u obliku udara, toplote i pritiska, što može izazvati uništavanje okolnih materijala i struktura.
Kompozicija C ima širok spektar primena. U vojne svrhe može se koristiti kao punjenje za protivtenkovske projektile, mine, bombe i granate. Takođe se koristi u pirotehnici za vatromete, baklje i slične efekte. Industrijski se koristi za rudarstvo, rušenje objekata i slične svrhe gde je potrebna snažna eksplozija.
Važno je napomenuti da je Kompozicija C veoma eksplozivan materijal i stoga zahteva strogo rukovanje i skladištenje. Njegova upotreba podleže strogim pravilima i propisima kako bi se osigurala bezbednost tokom rukovanja i transporta.

## Istorija
Kompozicija C Eksploziv je razvijen tokom Prvog svetskog rata kao poboljšanje prethodnih vrsta eksploziva. Njegov razvoj se pripisuje poznatim britanskim hemičarom i fizičarom Frederick Augustus Abelom i njegovim saradnikom, hemičarom Džejms Djuar-om. Abel je već bio poznat po istraživanju u oblasti eksploziva i pirotehnike, dok je Djuar bio stručnjak za hemiju i tehnologiju. Njih dvoje su radili zajedno na pronalaženju boljih i efikasnijih eksploziva za vojnu upotrebu.
Kompozicija C je rezultat njihovih napora u kombinaciji sredstva za gorivo i oksidacione imovine u optimalnom odnosu. U ranijim vrstama eksploziva, poput crnih baruta, agent za gorivo i sredstvo za oksidaciju integrisani su u istu supstancu. Međutim, Abel i Devar su eksperimentisali sa odvajanjem ovih komponenti za postizanje boljih performansi. Agenti za gorivo koji se koriste u kompoziciji C bili su u prahu uglja, dok je kao sredstvo oksidacije koristio kalijum hlorat. Ovaj novi eksploziv pokazao se izuzetno efikasnim u poređenju sa tadašnjim eksplozivima. Imao je veću stabilnost, bržu detonaciju i jači snagu eksplozije.
Kompozicija C brzo je postala popularna i široko se koristila u vojnim operacijama tokom Prvog svetskog rata. Koristila se kao punjenje granata, mina, raketa i slično. Njegova snaga i pouzdanost učinili su je poželjnim izborom. Vremenom razvijene različite varijacije sastava C, uključujući promene u komponentinim omerima i dodavanje drugih hemijskih jedinjenja za poboljšanje performansi. Međutim, osnovni principi i komponente ostali su nepromenjeni.
Termin kompozicija se koristi za bilo koji eksplozivni materijal sastavljen od nekoliko sastojaka. Konkretno, 1940-ih je format „Kompozicija“ korišćen za različite kompozicije (relativno) novog eksplozivnog RDX-a, kao što je Kompozicija B i druge varijante.

## Razvoj
Originalni materijal dalje su razvili Britanci tokom Drugog svetskog rata i korišćen je u Gamon bombi. Standardizovan je kao Kompozicija C kada je uveden u američku službu. Ovaj materijal se sastojao od 88,3% RDX i plastifikatora i flegmatizatora na bazi mineralnog ulja. Patio je od relativno ograničenog opsega upotrebljivih temperatura i zamenjen je Kompozicijom C-2 oko 1943.

### Sastav

#### Kompozicija C-1
Kompozicija C-1 je vrsta eksploziva koja se sastoji od mešavine sastojaka koje su osmišljene da generišu snažnu eksplozivnu reakciju. Uobičajeni sastav C-1 sastoji se od tri osnovna sastojka: RDX-a (ciklotimetiltrinitramin), TNT-a (Trinitrotoluen) i plastifikatora.
1. RDX (ciklotrimetilentrinitramin): RDX je visoko eksplozivan sastojak koji se često koristi u vojnim eksplozivima. Stabilan je i ima veliku brzinu detonacije. RDX je čvrst beli kristalni prah koji je veoma osetljiv na šokove i trenje.
2. TNT (Trinitrotoluen): TNT je još jedan eksplozivni sastojak koji se često koristi u eksplozivima. Ima stabilnu strukturu i nisku osetljivost na udarce i trenje. TNT se često koristi zbog svoje visoke eksplozije i relativne stabilnosti.
3. Plastifikatori: plastifikatori se dodaju u C-1 sastav za poboljšanje plastičnosti i stabilnosti eksploziva. Plastifikatori mogu biti različite supstance, kao što su voskovi ili ulje, što pomažu u smanjenju osetljivosti na trenje, a takođe povećava i eksplozivnu fleksibilnost.

Takođe pored ovih osnovnih sastojaka Kompozicija C-1 još sadrži tetril, nitrocelulozu i mešavinu nitroaromatika proizvedenih tokom proizvodnje TNT-a (koji sadrži trinitrotoluen, dinitrotoluen i mononitrotoluen), i trag rastvarača.
Kombinacija ovih sastojaka u određenim omerima omogućava stvaranje C-1 eksploziva, koja ima visoku energetsku vrednost i stabilnost. Kompozicija C-1 se često koristi u vojne svrhe, kao što su eksploziv mehanizacije, ali se takođe mogu koristiti u drugim industriji i rudarstvu.

#### Kompozicija C-2
Sastav C-2 je još jedna vrsta eksploziva koja se sastoji od specifičnih sastojaka koji omogućavaju stvaranje snažne eksplozivne reakcije. Kompozicija eksploziva C-2 može se razlikovati u zavisnosti od specifične namene i proizvođača, ali uobičajeni sastojci uključuju:
1. RDX (ciklotimetiltrinitramin): RDX je snažan eksplozivni sastojak koji se koristi u mnogim eksplozivima. Ima veliku brzinu detonacije i stabilan je na širokom rasponu temperatura i uslova. RDX je kristalni prah belih boja i veoma je osetljiv na šokove i trenje.
2. TNT (Trinitrotoluen): TNT je još jedan zajednički sastojak u sastavu C-2. Ima visoku detonaciju energije i relativno stabilnu strukturu. TNT se koristi kao dodatak RDX-u za poboljšanje energetske vrednosti eksploziva i kontroliše brzinu detonacije.
3. Plastifikatori: Plastifikatori se dodaju kompoziciji C-2 za poboljšanje stabilnosti i fleksibilnosti eksploziva. Slično kao sastav C-1, plastifikatori mogu biti različite supstance, kao što su voskovi ili ulje koje smanjuju osetljivost na šokove i trenje.
4. Dodatni sastojci: U zavisnosti od specifične namene, sastav C-2 takođe može da sadrži dodatne sastojke koji pružaju dodatne karakteristike eksploziva, kao što su stabilizatori, pojačivači ili inhibitori.

Generalno, C-2 sastav je usmeren na pružanje velike energetske vrednosti i eksplozivne stabilnosti. Koristi se u vojne svrhe, rudarstvo, razminiranje i druge aplikacije gde je potrebna snažna i pouzdana eksplozivna reakcija.
Kompozicija C-2 sadrži nešto manji udeo RDX-a, ali koristi eksplozivni plastifikator, koji sadrži tetril, nitrocelulozu i mešavinu nitroaromata proizvedenih tokom proizvodnje TNT-a (koji sadrži trinitrotoluen, dinitrotoluen i mononitrotoluen), i tragove rastvarača. Iako Kompozicija C-2 ima mnogo širi opseg radne temperature od Kompozicije C, ne može se čuvati na povišenim temperaturama. Shodno tome, zamenjen je oko 1944. godine kompozicijom C-3. 
Isto kao u sastavu C-1, važno je naglasiti da je proizvodnja i upotreba eksploziva strogo regulisane zakonima i propisima. Rad sa eksploziva treba da rade samo stručnjaci sa odgovarajućom obukom i pridržavanjem bezbednosnih smernica i propisa.

## Karakteristike i upotreba
Kompozicija C-3 je bila veoma slična kompoziciji C-1, ali je uklonila rastvarač i menjala tačne proporcije plastifikatora da bi se poboljšalo skladištenje na visokim temperaturama. To je žuti materijal nalik na kit. Ostao je u službi tokom Korejskog rata, ali je imao marginalnu plastičnost na veoma niskim temperaturama koje su se javljale u korejskim zimama, i bio je značajno toksičan, uključujući paru i apsorpciju kože.  Iako je Kompozicija C-3 imala mnogo širi opseg temperature za upotrebu od Kompozicije C, nije se mogla čuvati na povišenim temperaturama. Shodno tome, zamenjena je oko 1944. Kompozicijom C-4. Brzina detonacije je oko 7600 m/s (25.000 stopa u sekundi).
Sastav C-3 se sastoji od 77%–85% ciklonita (RDX) i 15%–23% gela napravljenog od tečnih nitro jedinjenja (npr. tečni DNT i mala količina NT) i nitroceluloze ili butil ftalata i nitroceluloze. 
Jedna od prvih prijavljenih i testiranih kompozicija C-3 bila je veoma slična ranijoj kompoziciji C-2 i sadržala je 77% RDX, 3% tetril, 4% TNT, 1% NC, 5% NT, i 10% DNT. 
Poslednja dva jedinjenja (oni su veoma loši eksplozivi) su uljane tečnosti i plastifikuju smešu. Najvažnija kasnija inovacija C-3 uvela je neeksplozivni plastifikator butil ftalat umesto ove mešavine nitro jedinjenja. Ovo je smanjilo toksičnost uz povećanje koncentracije RDX-a i poboljšanje bezbednosti upotrebe i skladištenja. Takođe je otvorio put za početak proučavanja novih neeksplozivnih plastifikatora niske toksičnosti (estri dikarboksilne kiseline) i veziva (razgranati polimeri).

## Pronalazak
Istraživanja o zameni za C-2 započeta su pre 1950. godine, ali novi materijal, nova generacija Kompozicije C (broj četiri, C-4 ), nije počela proizvodnju sve do 1956. godine.

## Svojstva
Od 1960. smeša C-4 sadrži:
- 90,0–91,0% ciklonita (eksplozivi RDX)
- ~2,1% poliizobutilena (kratki lanac)
- ~1,6% motornog ulja
- ~5,3% di-(2-etilheksil) mnogo (dioktil sebakat), ponekad je delimično zamenjen sličnim jedinjenjima kao što je dioktil adipat.
- manje od 0,6% vode
- (mala količina markera ili mirisnog dodatka)

Manje je isparljiv od C-3 i ima manju tendenciju stvrdnjavanja na niskim temperaturama. Ima gustinu 1,48–1,60 g/ml, ne postaje tvrd čak ni na −55 °C (−67 °F) i ne izlučuje na +77 °C (171 °F). C4 ima brzinu detonacije od 8092 m/s (26550 ft/s) pri velikoj gustini i brzinu od 7550 m/s (24770 ft/s) pri maloj gustini 1,48 g/ml. Toliko je uspešan da ostaje u vojnoj službi do sada bez značajnijih promena.

## Budući potencijal
U budućnosti, Kompozicija C će i dalje zadržati svoju važnost u vojnim i komercijalnim primenama. Međutim, zahvaljujući tehnološkom razvoju, očekuju su nova poboljšanja u oblasti eksploziva. U tom smislu, moguće su nove verzije Kompozicija C, koje će omogućiti veću efikasnost, brže detonacije i smanjenu osetljivost na neželjene detonacije.
Istraživački napori bi se mogli takođe usredsrediti na razvoj eksploziva s manjim uticajem na životnu sredinu i na smanjenje negativnih efekata naše životne sredine.